# ئی.بی. در
ئی. بی. دِر (انگلیسی: E.B. Derr؛ ‏ ۲۰ مهٔ ۱۸۹۱ – ۱۳ اوت ۱۹۷۴) تهیه‌کننده اهل ایالات متحده آمریکا بود.
از فیلم‌هایی که وی در آن‌ها نقش داشته است، می‌توان به تعطیلات، بلندپرواز باش، صورت‌زخمی و شورش اشاره نمود.